# پیتزای اوهایو ولی
پیتزای اوهایو ولی (انگلیسی: Ohio Valley–style pizza) یک پیتزا است که با مواد سرد تهیه می‌شود که روی پوسته مربعی که با سس گوجه فرنگی شیرین پوشانده شده است پاشیده می‌شود. منشأ آن در استوبنویل، اوهایو است و در بخش‌هایی از اوهایو، پنسیلوانیا و ویرجینیای غربی، بیشتر در منطقه دره اوهایو و نزدیک به آن ایالت‌ها سرو می‌شود.